# Dorota Marek
Dorota Marek z domu Ostachowska (ur. 28 grudnia 1973 w Krzeszowicach) – polska działaczka samorządowa, przedsiębiorca i polityk, posłanka na Sejm X kadencji (od 2023).

## Życiorys
Córka Józefa i Marii. Absolwentka administracji publicznej. W 2015 uzyskała magisterium z zarządzania i dowodzenia w sytuacjach kryzysowych w Wyższej Szkole Biznesu w Dąbrowie Górniczej. Kształciła się też w zakresie ochrony danych osobowych. Zajęła się prowadzeniem własnej działalności gospodarczej w branży transportowej. Później związana zawodowo z sektorem doradczym i szkoleniowym, w tym jako audytor w zakresie ochrony danych osobowych. W 2015 została doradczynią burmistrza Krzeszowic, funkcję tę pełniła do 2016. Działaczka lokalnych organizacji pozarządowych, m.in. członkini Stowarzyszenia Miłośników Ziemi Krzeszowickiej oraz rady fundatorów fundacji Sanus.
Związała się z Platformą Obywatelską. W wyborach samorządowych w 2018 uzyskała mandat radnej Krzeszowic z listy KKW Platforma.Nowoczesna Koalicja Obywatelska. W 2019 bez powodzenia ubiegała się o mandat poselski.
W wyborach parlamentarnych w 2023 kandydowała do Sejmu z 4. miejsca na liście Koalicji Obywatelskiej w okręgu krakowskim; została wybrana na posłankę X kadencji, otrzymując 14 141 głosów. Zasiadła w Komisji Gospodarki i Rozwoju oraz Komisji Finansów Publicznych. Została również zastępczynią przewodniczącej Komisji Polityki Społecznej i Rodziny. 

## Wyniki w wyborach ogólnopolskich
| Wybory | Komitet wyborczy | Komitet wyborczy     | Organ            | Okręg | Wynik        |
| ------ | ---------------- | -------------------- | ---------------- | ----- | ------------ |
| 2019   |                  | Koalicja Obywatelska | Sejm IX kadencji | nr 13 | 6113 (0,94%) |
| 2023   | Sejm X kadencji  | Koalicja Obywatelska | 14 141 (1,87%)   | nr 13 |              |